# Oldambt (Gemeinde)

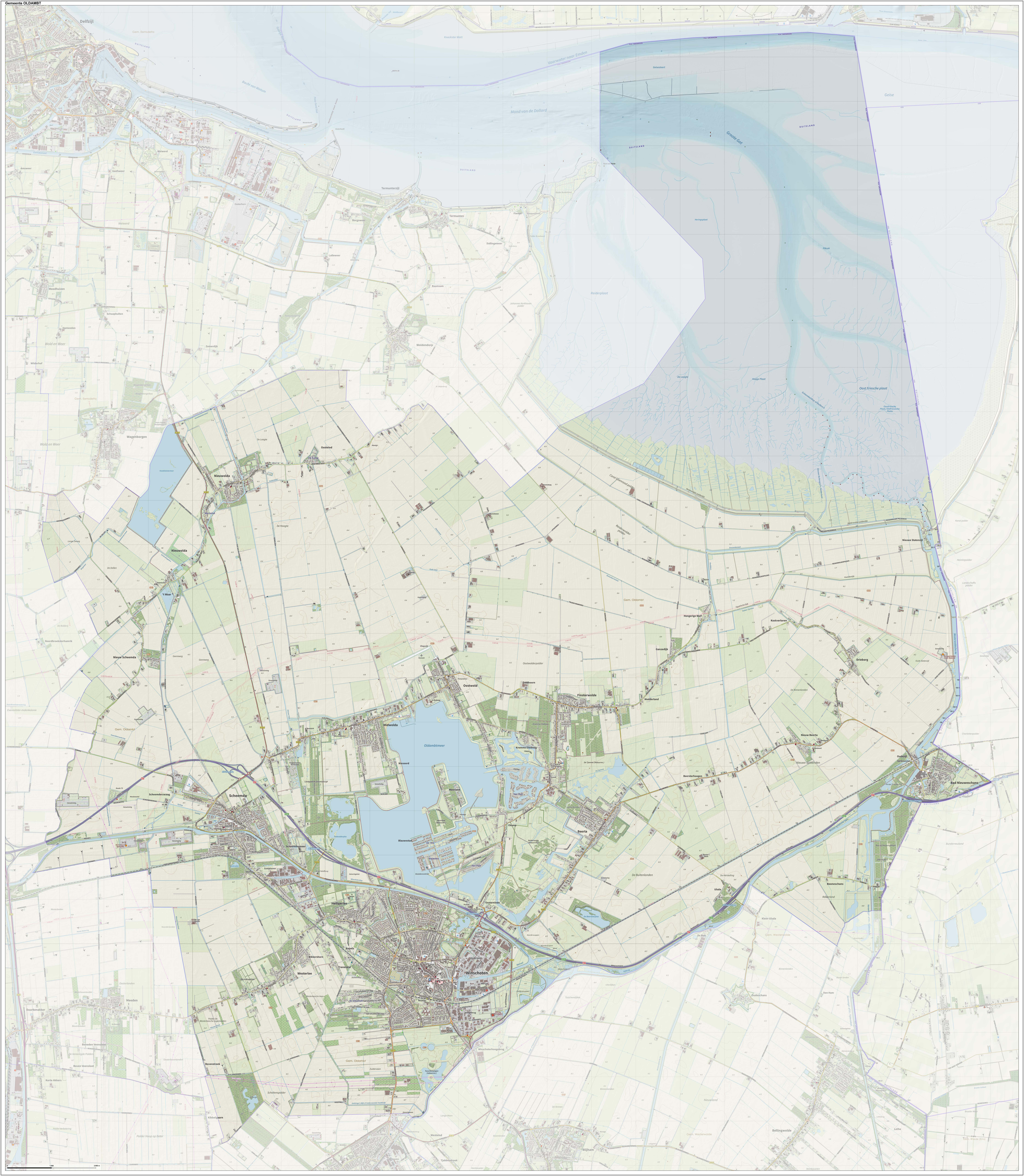
Karte der Gemeinde Oldambt

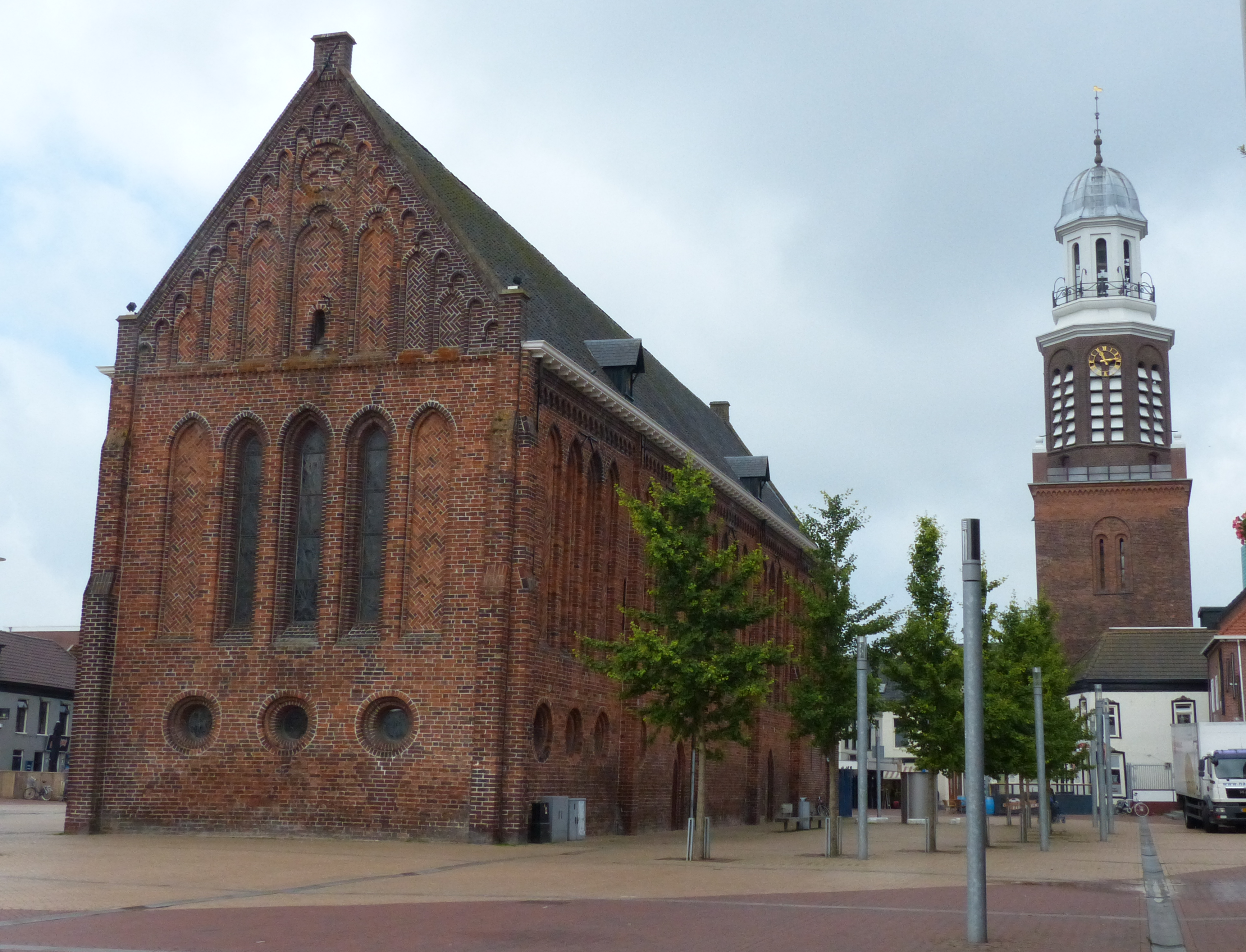
Marktpleinkerk Winschoten und Turm 'Ol witte'

Oldambt ist eine Gemeinde im Osten der niederländischen Provinz Groningen. Sie entstand am 1. Januar 2010 durch den Zusammenschluss der bisherigen Gemeinden Reiderland und Scheemda sowie der Stadt Winschoten. Sie hat 39.576 Einwohner (Stand 1. Januar 2025). Die Einwohner haben den Namen, der von dem gleichnamigen Landstrich herrührt, selbst gewählt.

## Gemeindegliederung
Die Gemeinde besteht aus folgenden Ortsteilen:
- Blauwestad (Besiedlung erst 2007)
- Reiderland mit Bad Nieuweschans, Beerta, Drieborg, Finsterwolde und Nieuw-Beerta
- Scheemda mit Heiligerlee, Midwolda, Nieuw Scheemda, Nieuwolda, Oostwold und Westerlee
- Winschoten

## Nachbargemeinden, Oldambt als Grenzgemeinde
Nachbargemeinden in der Provinz Groningen sind, beginnend im Süden, im Uhrzeigersinn: Westerwolde, Pekela, Midden-Groningen und Eemsdelta. Im Nordosten folgt der Dollart, und im Osten die Nachbargemeinde Bunde in Niedersachsen. Oldambt gegenüber liegt Emden am Dollart.

## Politik

### Sitzverteilung im Gemeinderat
Der Gemeinderat besteht aus 25 Mitgliedern. Er wird seit 2009 folgendermaßen gebildet:
| Partei                          | Sitze | Sitze | Sitze | Sitze |
| Partei                          | 2009  | 2014  | 2018  | 2022  |
| ------------------------------- | ----- | ----- | ----- | ----- |
| PvdA                            | 7     | 4     | 4     | 4     |
| Gemeentebelangen Oldambt        | –     | –     | 3     | 4     |
| PvhN                            | 1     | 3     | 3     | 3     |
| Verenigde Communistische Partij | 2     | 4     | 3     | 3     |
| VVD                             | 3     | 2     | 3     | 2     |
| SP                              | 3     | 5     | 4     | 2     |
| CDA                             | 4     | 3     | 2     | 2     |
| PVV                             | –     | –     | –     | 1     |
| D66                             | 2     | 2     | 1     | 1     |
| ChristenUnie                    | 1     | 1     | 1     | 1     |
| GroenLinks                      | 2     | 0     | –     | 1     |
| Oldambt Aktief                  | 0     | 1     | 1     | 1     |
| BVNL                            | –     | –     | –     | 0     |
| Lijst Oosterhoff                | –     | –     | –     | 0     |
| Burgerbelangen Oldambt          | –     | –     | 0     | –     |
| Groep Hop                       | –     | 0     | 0     | –     |
| NCPN                            | 0     | –     | –     | –     |
| Gesamt                          | 25    | 25    | 25    | 25    |

### Bürgermeister
Seit dem 29. Januar 2019 ist Cora-Yfke Sikkema (GroenLinks) amtierende Bürgermeisterin der Gemeinde. Zu ihrem Kollegium zählen die Beigeordneten Gert Engelkens (PvdA), Jurrie Nieboer (PvhN), Erich Wünker (VVD), Ger Klein (GBO) sowie der Gemeindesekretär Herman Groothuis.

## Aussprache des Gemeindenamens
Die Gemeinde erhielt als erste in den Niederlanden einen Namen im in der Provinz Groningen üblichen Dialekt. Oldambt bedeutet niederländisch Oud Ambt, deutsch „Altes Amt“.

## Verkehr
Der Flugplatz Oostwold liegt 6 km nördlich des Ortes.

## Touristisches Entwicklungsprojekt Blauwestad
Nördlich von Winschoten befindet sich das Gebiet der Blauwestad (Blaue Stadt), eines der spektakulärsten Landschaftsprojekte seit der Trockenlegung des IJsselmeerpolders: ein neuer See, kanaldurchzogene neue Wohngebiete mit reichlich Ufergrundstücken und ein ausgedehntes Naturgebiet. Das Herz des Projektes bildet ein künstlicher See mit einer Größe von über 200 Hektar, das Oldambtmeer.

## Sehenswürdigkeiten und Tourismus
Oldambt liegt am Wattenmeer, Weltkulturerbe. 

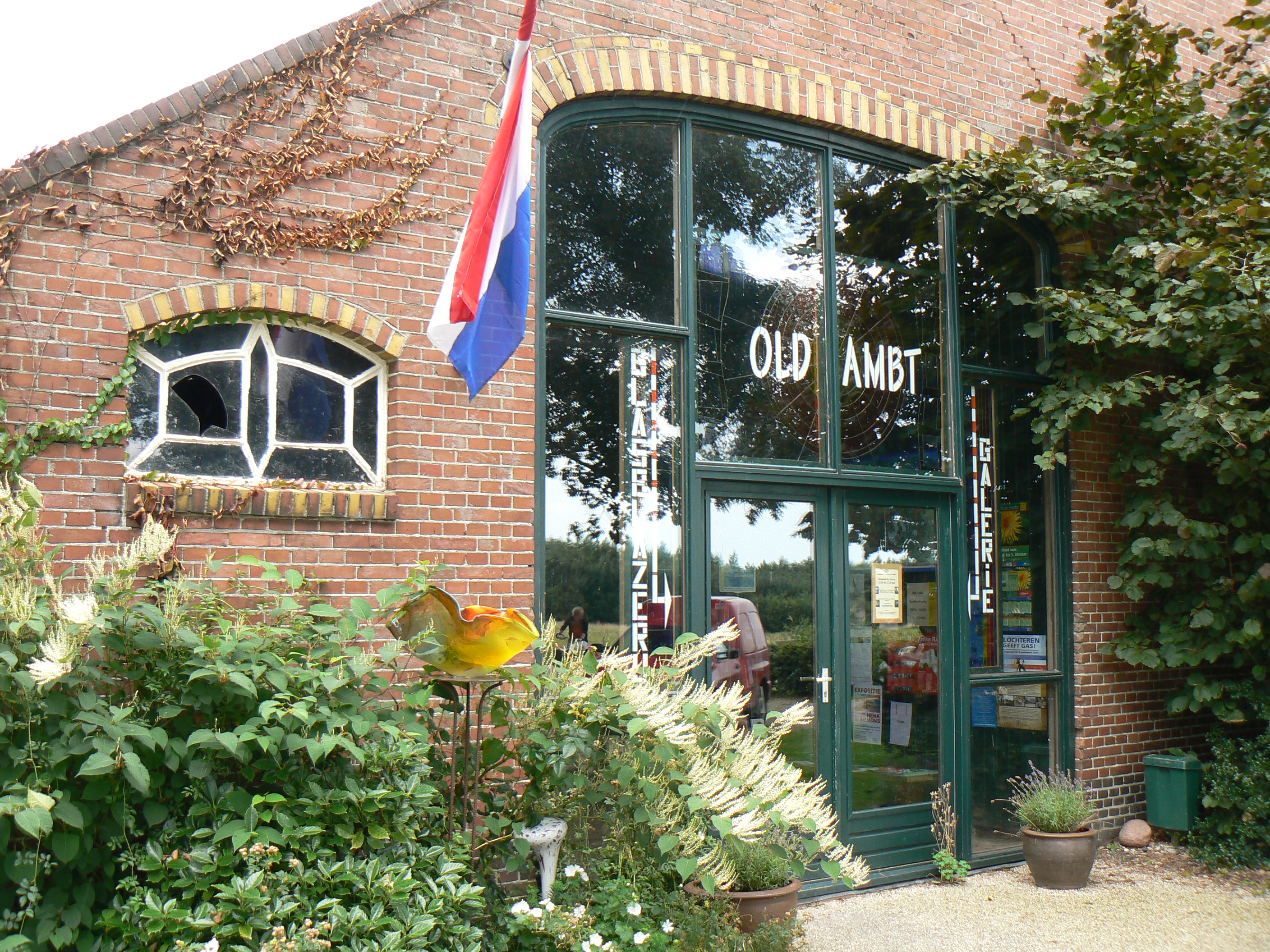
Glasblazerij Old Ambt in Bad Nieuweschans

Folgende Sehenswürdigkeiten und touristische Ziele prägen die Gemeinde:
- Das Thermalbad (Thermen Bad Nieuweschans oder Fontana) in Bad Nieuweschans
- Die sehenswert restaurierten Festungsanlagen von Nieuweschans
- Innerhalb des Festungsdorfes Nieuweschans eines der ehemaligen Werksgebäude der Eisenbahn, in dem sich eine Bühne, Ausstellungsräume, ein Restaurant und ein Raum für Trauungen befinden
- Die Ausflugs- und Erholungsregion der Dollart und das angrenzende Wattenmeer
- Die internationale Dollart-Route für Radfahrer, an der Bad Nieuweschans liegt
- Die Innenstadt von Winschoten mit der Alten Kirche, dem Winschoter Turm und drei Windmühlen
- Museum Zweite Schlacht bei Heiligerlee in Dorf Heiligerlee
- Die Ennemaborg, ursprünglich ein geschlossenes Steinhaus, das gegen Ende des 13. Jahrhunderts oder im 14. Jahrhundert errichtet wurde

## Persönlichkeiten
- Hendrik Ebo Kaspers (* 1869 in Reiderwolderpolder; † 1953 in Santpoort), Autor, Redakteur und Anarchist
- Arie Haan (* 1948), Fußballspieler und Fußballtrainer, in Finsterwolde geboren
- Hans Hateboer (* 1994), Fußballspieler, in Beerta geboren